# Groupe mammalogique breton
Pour les articles homonymes, voir GMB.
Le Groupe mammalogique breton (GMB) est une association, d'étude et de protection des mammifères sauvages de Bretagne créée en 1988.

## Présentation
Le GMB est une association agréé au titre des associations de protection de l'environnement au niveau régional (Bretagne administrative), affiliée à France Nature Environnement. L'étude d'intervention de la structure est la Bretagne administrative et la Loire-Atlantique. Le siège de l'association est situé à la Maison de la rivière à Sizun (Finistère). Des antennes salariales sont également présentes à Pluguffan (Côtes-d'Armor), Redon (Ille-et-Vilaine) et Guenrouet (Loire-Atlantique). En 2019, le GMB est animé par une équipe de 8 salariés et regroupe plus de 400 adhérents.

## Actions

### Étude des mammifères
Le GMB mène des actions spécifiques sur l'étude et la protection des mammifères, notamment : 
- les Mammifères semi-aquatiques :  Loutre d'Europe, Castor d'Europe...
- les chauves-souris, particulièrement le Grand rhinolophe
- les Micromammifères : Muscardin, Campagnol amphibie

Pour faciliter le recueil des données par les naturalistes bénévoles, le GMB, Bretagne Vivante, le GRETIA,  ont mis en place un portail en ligne.

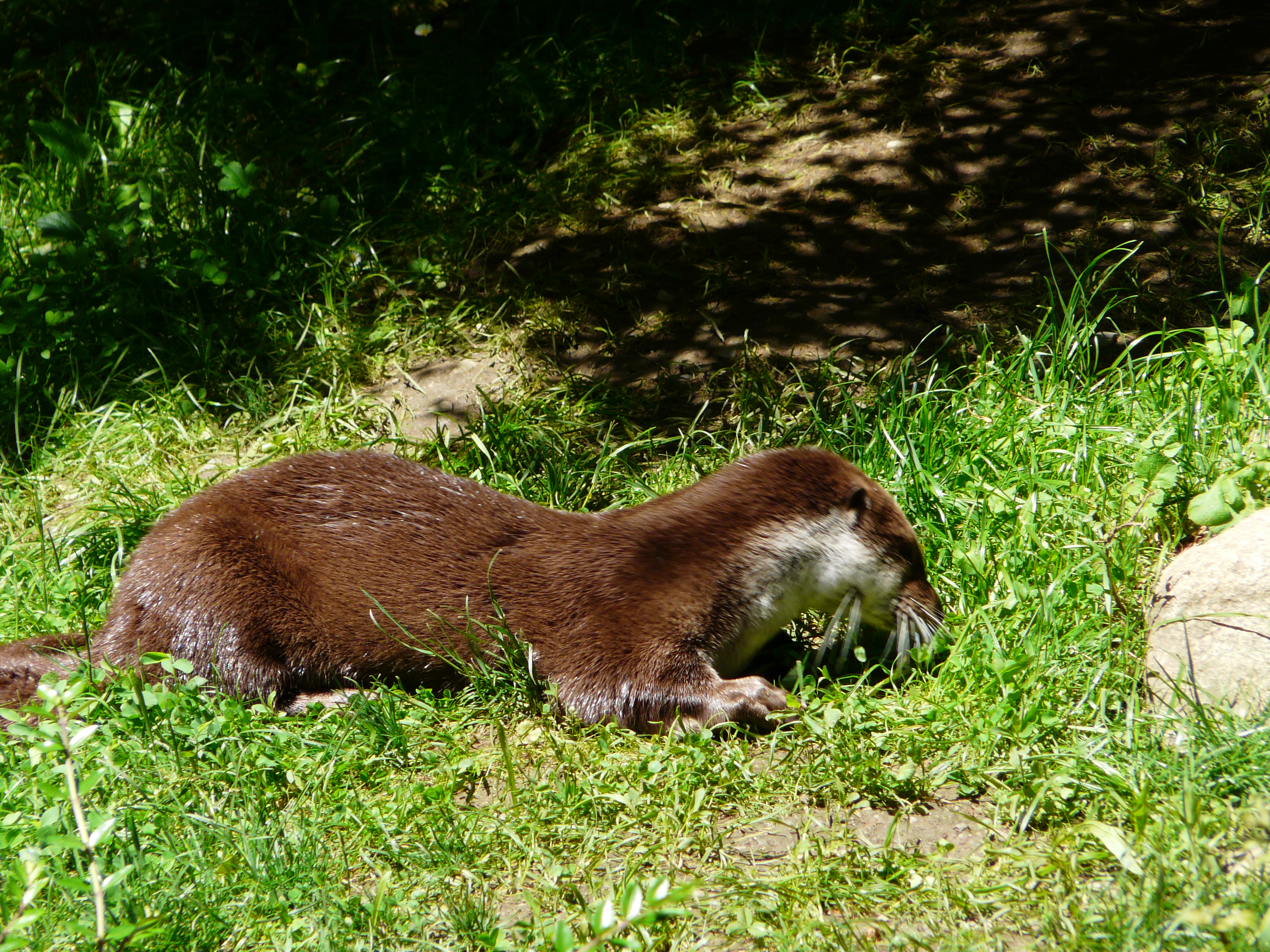
Loutre d'Europe
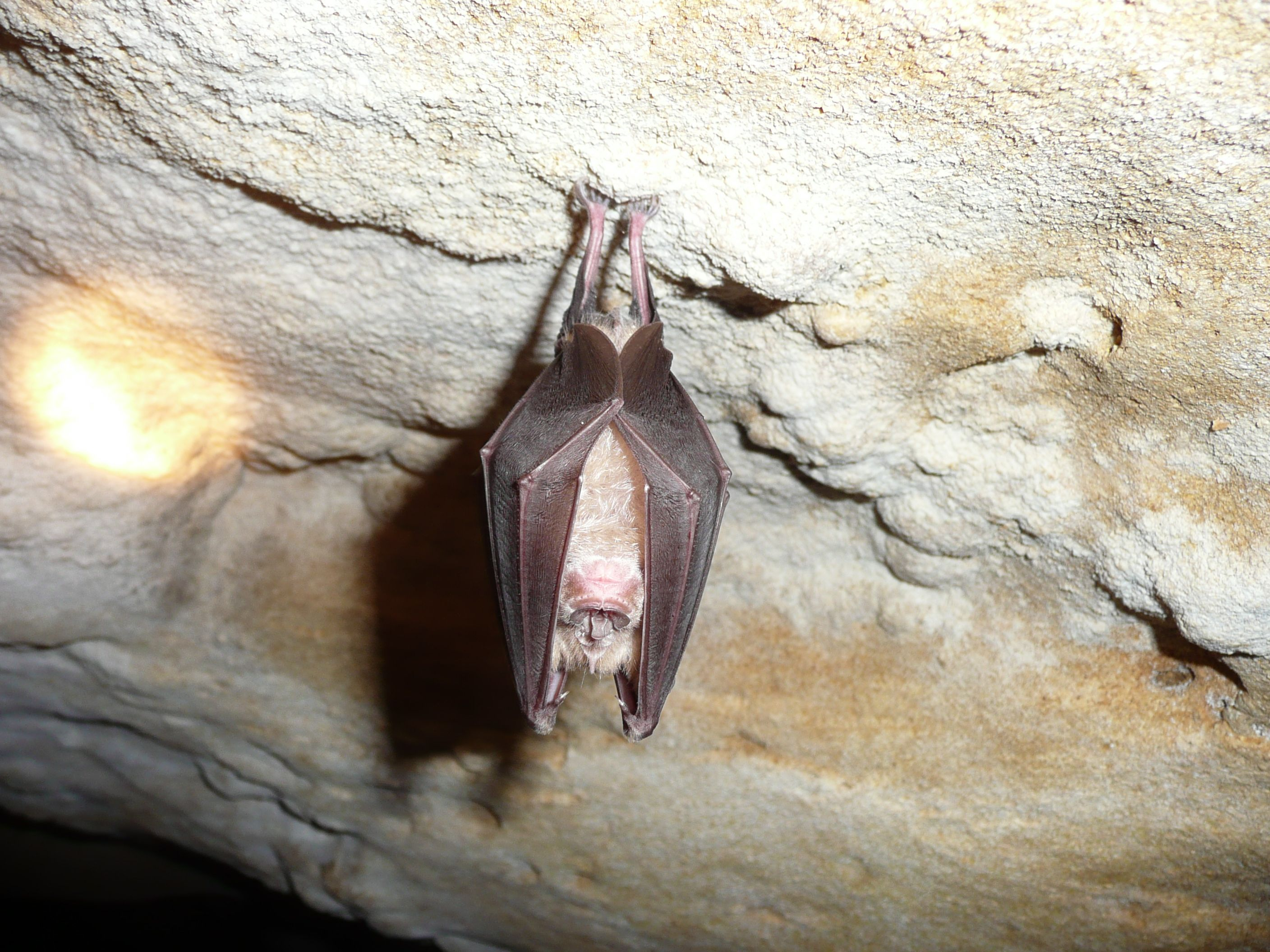
Grand Rhinolophe
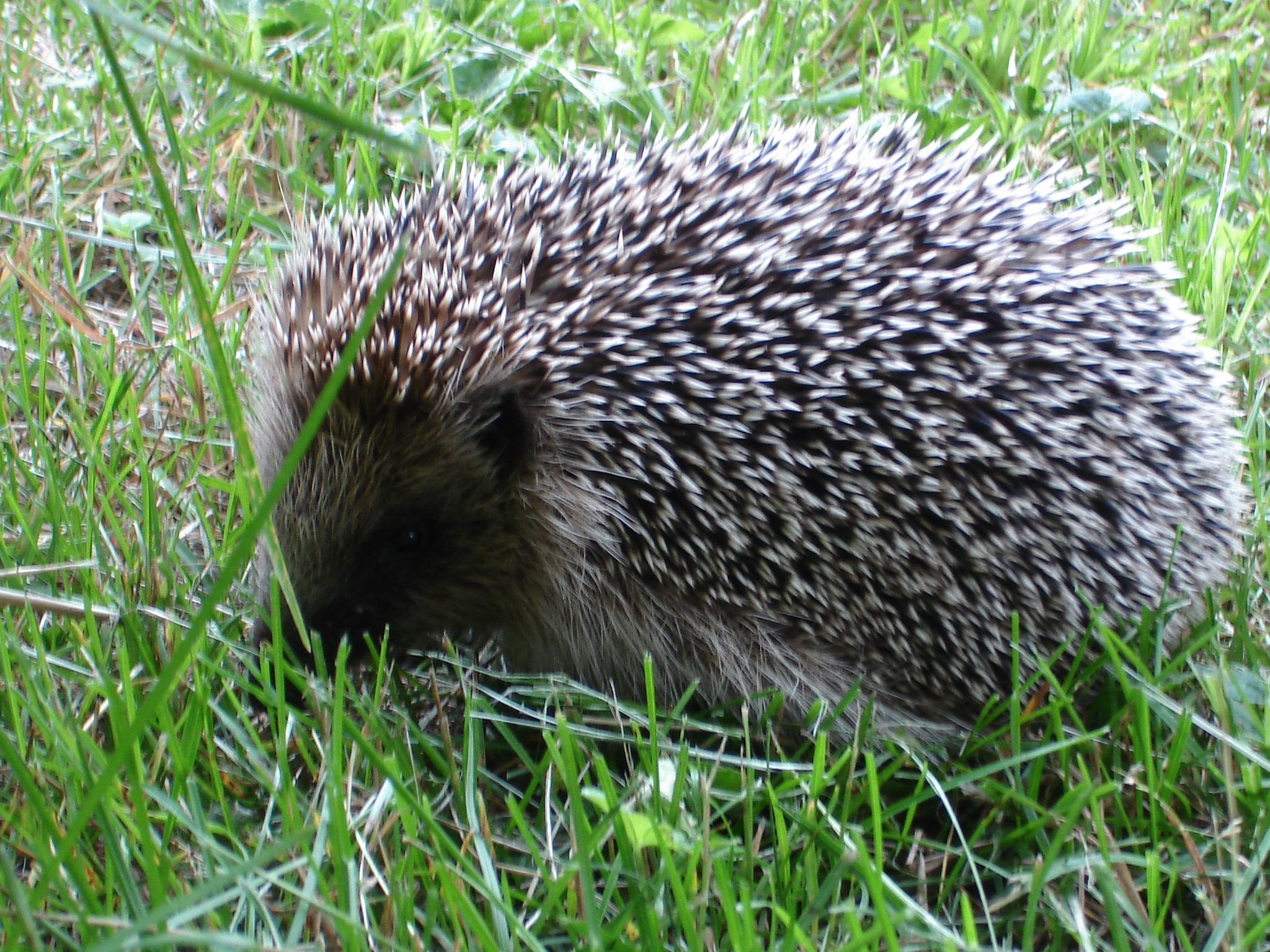
Hérisson d'Europe
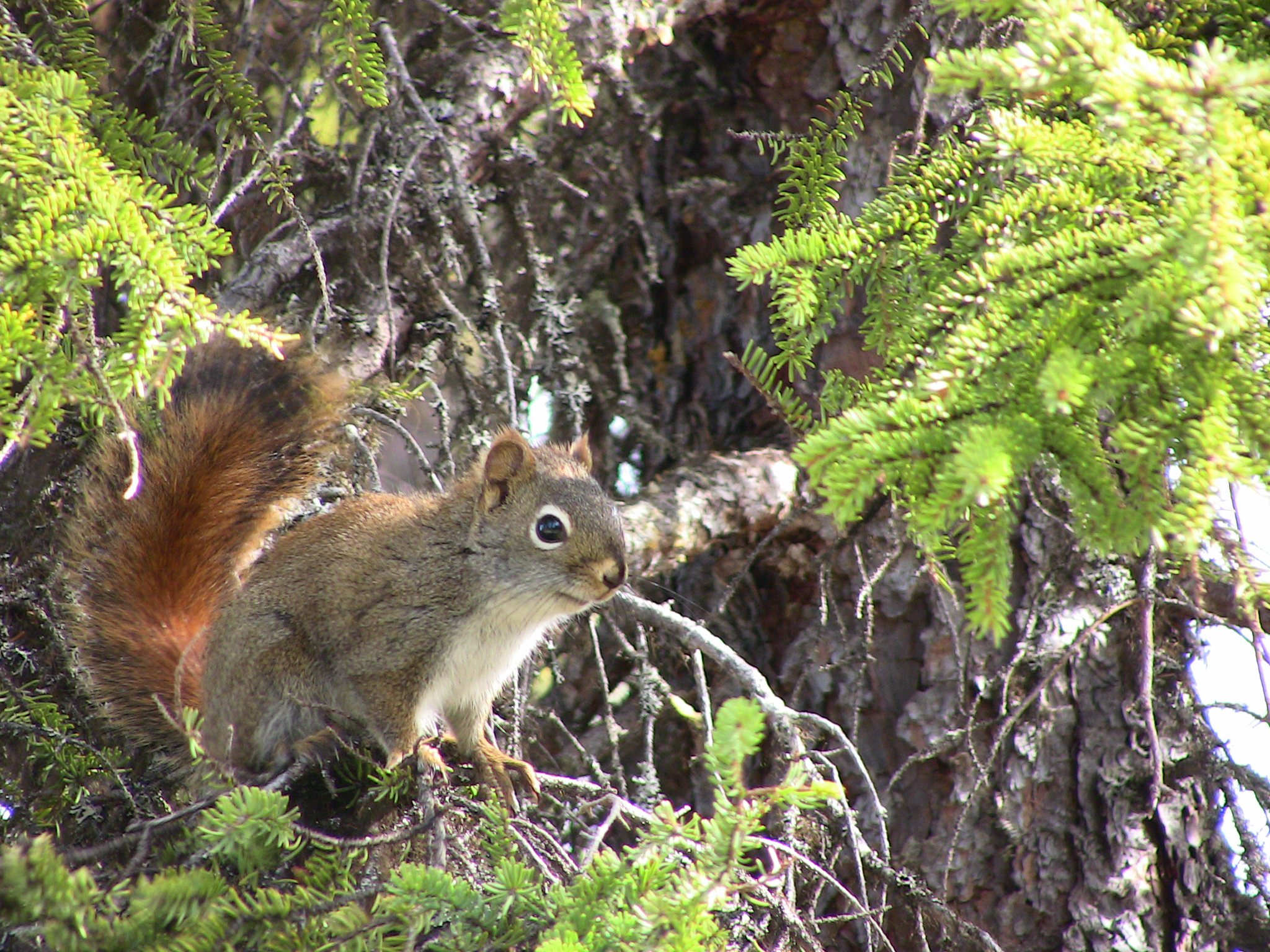
Écureuil roux
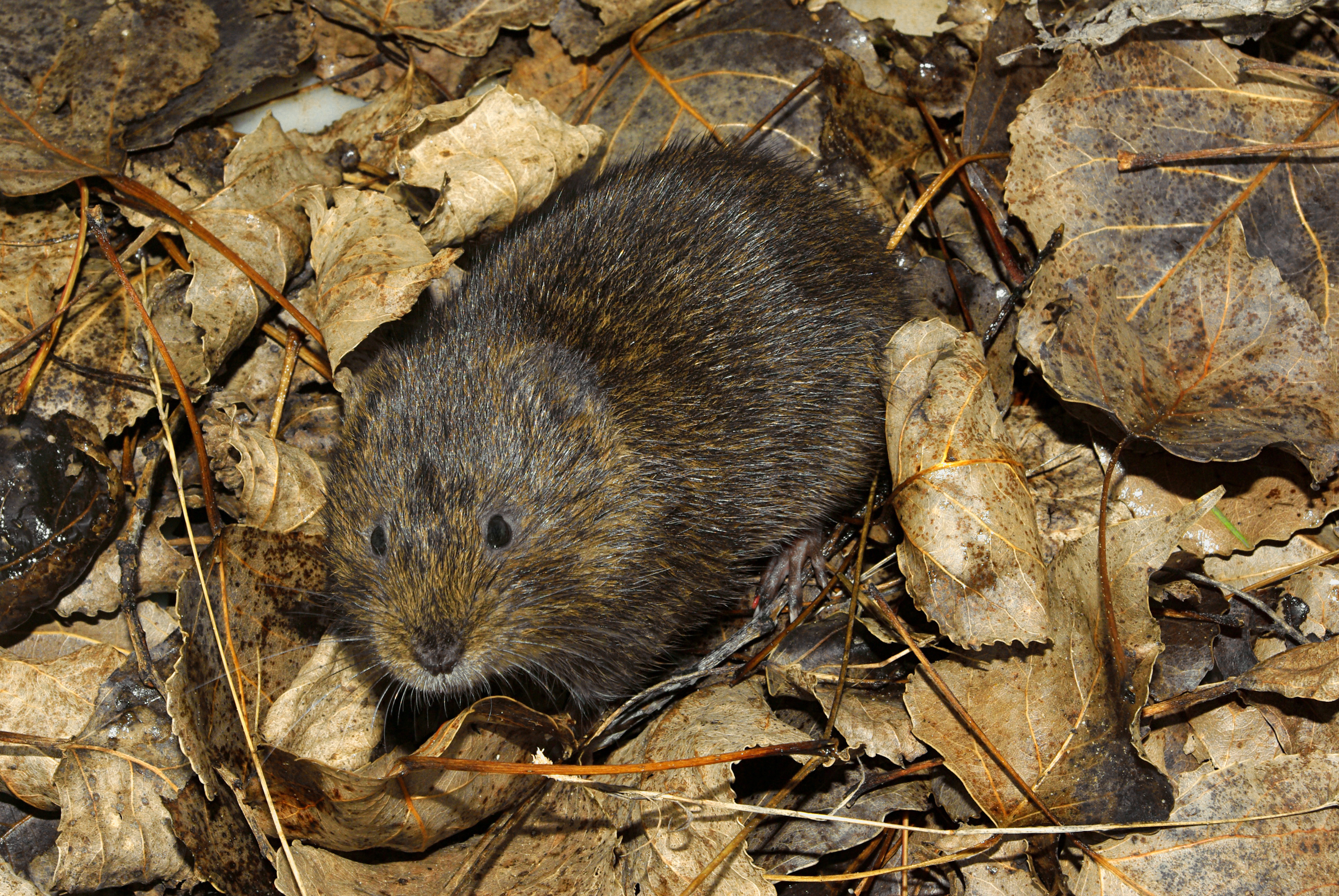
Campagnol amphibie

Le GMB a publié en 2015 l'Atlas des mammifères sauvages de Bretagne.

### Protection des mammifères
Le GMB travaille à la protection des mammifères :
- en animant un réseau de gîtes protégés : réserves associatives (58 en 2018),
- en construisant des catiches pouvant servir de lieux de vie pour les loutres, ce qui a été fait sur le site Natura 2000 de l'Élorn[5].
- en créant des chiroptières, passe permettant un accès facilité pour les chauves-souris aux combles de bâtiments (sans que les corbeaux ou pigeons puissent s'y glisser), ce qui a été fait à Brélévenez en 2007[6].

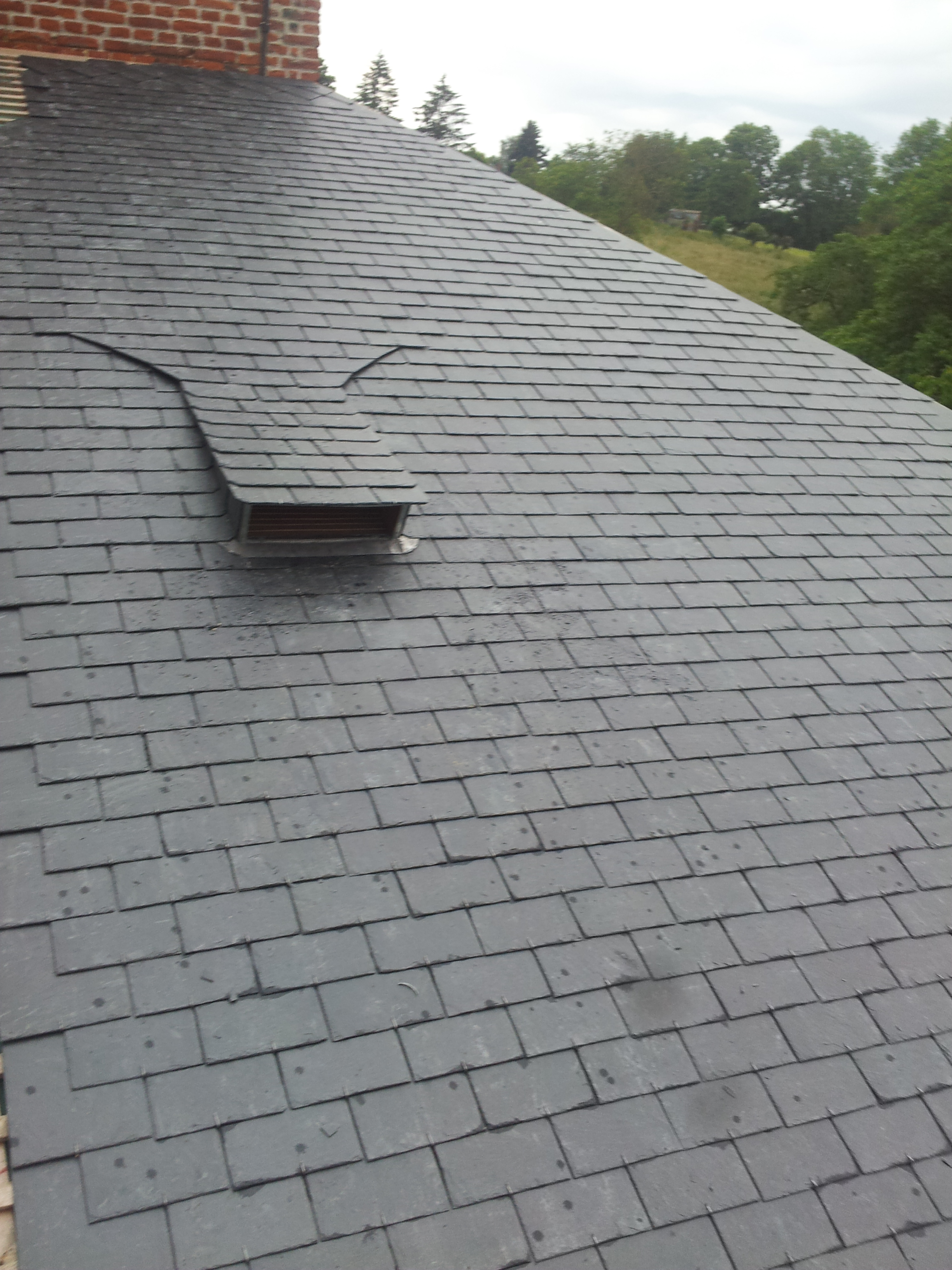
Chiroptière
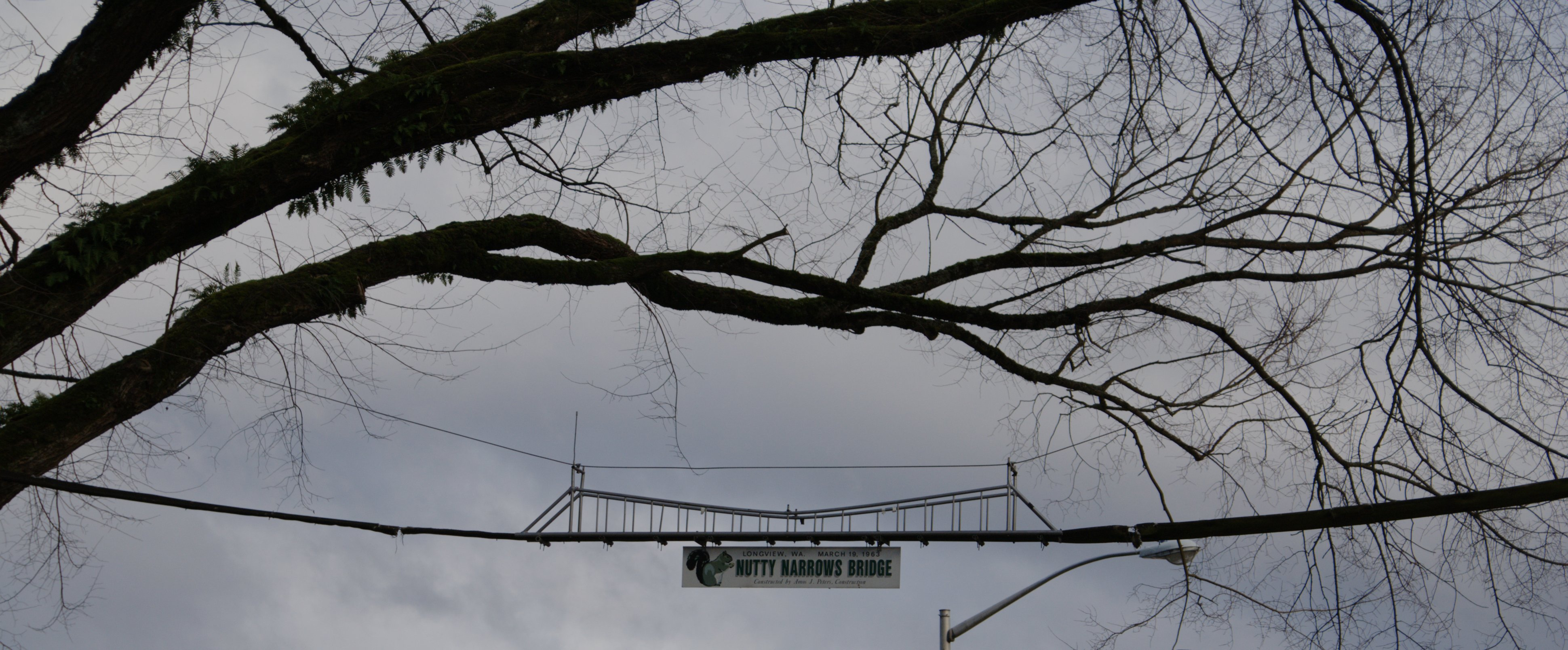
Passage à écureuil

Le GMB propose une reconnaissance et mise en valeur des sites avec des labels :
- Havres de paix pour la loutre : il en existait 59 en 2019, comme les abords du lac du Drennec par exemple[7].
- Refuges à chauves-souris, il en existait 180 en 2019, comme l'abbaye de Beauport ou le domaine de Ménez-Meur par exemple[8]

### Vulgarisation sur les mammifères
Le GMB a organisé :
- la Journée des Mammifères sauvages de Bretagne, réunion annuelle des mammalogistes bretons depuis 2007[9].
- le XXXIIème Colloque Francophone de la Mammalogie en octobre 2009 à Morlaix[10].
- des animations pour la nuit européenne de la chauve-souris[11]

Et a conduit deux opérations de prospection naturaliste itinérante :
- Le chemin du Ki-dour (loutre en breton), réalisé en 2010 le long du canal de Nantes à Brest, qui a permis 794 observations pour 45 espèces différentes et 400 participants[12]. Cette opération a eu le soutien du prix Agir, porté par France Nature Environnement et le crédit coopératif[13]
- La balade de l'hermine, réalisée en 2013 le long du canal d'Ille-et-Rance, qui a permis d'observer 39 espèces différentes [14].